# 格温多林·布鲁克斯
格温多林·伊丽莎白·布鲁克斯（英語：Gwendolyn Elizabeth Brooks，1917年6月7日—2000年12月3日）是一位美国诗人和老师。1950年她凭借自己的第二本诗集《Annie Allen》获得普利策诗歌奖，成为第一位获得此奖的非洲裔美国女性。
她还获得了很多其他荣誉，1968年获得伊利诺伊州桂冠诗人称号，1985年成为国会图书馆桂冠诗人诗歌顾问。
1917年6月7日格温多林·伊丽莎白·布鲁克斯出生于堪萨斯州托皮卡，2000年12月3日在伊利诺伊州芝加哥去世。她的母亲是一名老师，她后来因为负担不起医学院的学费也选择了当老师。家人曾说她的祖父以前是奴隶，在南北战争期间逃脱奴役加入了联邦军队。
布鲁克斯六周大时，她的家人在大迁徙期间搬到了芝加哥。从那时起，她一直住在芝加哥。1936年毕业于威尔逊初级学院。在学校的经历影响了她的作品，她的诗经常描写黑人社会中的贫穷、种族不平等和吸毒的现象。
布鲁克斯幼年时期开始写作，她的母亲鼓励她说“你将成为另一个保罗·劳伦斯·邓巴。”
早期的教育经验，使布鲁克斯从不刻意追求四年制学位，因为她知道，她只想成为一名作家。“我不是一个学者，”她后来说，“我只是爱写作并总是去写作。”

## 作品
| - Negro Hero (1945) - The Mother (1945) - A Street in Bronzeville (1945) - The Children of the Poor (1949) - Annie Allen (1950) - Maud Martha (1953) （小说） - Bronzeville Boys and Girls (1956) - The Bean Eaters (1960) - Selected Poems (1963) - A Song in the Front Yard (1963) - We Real Cool (1966) - In the Mecca (1968) - Malcolm X (1968) - Riot (1969) - Family Pictures (1970) - Black Steel: Joe Frazier and Muhammad Ali (1971) - The World of Gwendolyn Brooks (1971) - Aloneness (1971) | - Report from Part One: An Autobiography (1972) （散文） - A Capsule Course in Black Poetry Writing (1975) （散文） - Aurora (1972) - Beckonings (1975) - Other Music (1976) - Black Love (1981) - To Disembark (1981) - Primer for Blacks (1981)（散文） - Young Poet's Primer (1981)（散文） - Very Young Poets (1983) （散文） - The Near-Johannesburg Boy and Other Poems (1986) - Blacks (1987) - Winnie (1988) - Children Coming Home (1991) - Report From Part Two (1996) - In Montgomery (2000) |